# Лепик, Луи
Жозеф Луи Лепик (фр. Joseph Louis Lepic; 1765—1827) — французский военачальник, дивизионный генерал, чья карьера была тесно связана с наполеоновской гвардейской кавалерией. Знаменит в первую очередь своим участием в битве при Прейсиш-Эйлау во главе элитного полка Конных гренадер.

## Биография

### Начало пути
Уроженец Лангедока. Одиннадцатый ребенок в бедной семье из тринадцати детей.
17 мая 1781 года Лепик записался рядовым в Драгунский полк Лескюра. Позже этот полк стал Конно-егерским полком «Трёх Епископств», а в  январе 1791 года был переименован во 2-й конно-егерский полк. В годы Революционных войн Лепик также служил в конно-егерских полках, но уже в офицерских чинах.
Лепик сражался в восставшей против республиканского правления Вандее под командование бригадного генерала Жана-Пьера Траво. Там он участвовал в захвате в плен вандейского главнокомандующего Франсуа-Атанаса Шаретта 23 марта 1796 года. В том бою Лепик ранил Шаретта. Окончательно к сдаче в плен роялиста принудил капитан Жан-Мари Вержье.
С середины 1796 по 1801 годы Лепик со своим полком служил в Итальянской армии. В битве при Пастренго, 26 марта 1799 года, он получил семь сабельных ранений в голову, одно в плечо и пулевое ранение в руку, итого был ранен 9 раз. В награду за отличие в том бою командир Итальянской армии, генерал Шерер произвёл Лепика в чин полковника. 
Лепик сражался в битве при Маренго в качестве командира 15-го конно-егерского полка. Следующие четыре года он провёл, служа в гарнизонах, в основном – в Италии.

### Годы Империи
С 1805 года Лепик служил заместителем полкового командира в полку Конных гренадер Императорской гвардии — наиболее элитном подразделении наполеоновской тяжёлой кавалерии.
Имя генерала прочно ассоциируется со сражением при Эйлау, где гвардейской кавалерии (конным гренадерам и конным егерям) было поручено нанести удар по позициям русской пехоты, чтобы спасти от окончательного разгрома вышедший из-за метели прямо на русские батареи пехотный корпус маршала Ожеро. Перед атакой гренадеры долго стояли на простреливаемой позиции, огонь был такой сильный, что люди и лошади опускали головы к земле. Тогда Лепик произнёс свою знаменитую фразу: «Выше головы, господа, это картечь, а не дерьмо». Затем он повёл гренадер в атаку, прорвал русские позиции, но был тяжело ранен, и полк отступил, но всё же частично выполнил свою задачу — русские войска вскоре тоже начали отступление. Наполеон был восхищён и пожаловал Лепику звание бригадного генерала и 50 000 франков, которые тот распределил среди своих гренадер.
Генерал сражался в Испании и с австрийцами при Ваграме. В Русском походе его полк, как и вся гвардейская кавалерия, постоянно оставался в резерве, что вызывало напряжение между офицерами армии и гвардейской кавалерии. Тем не менее полк страдал от падежа лошадей и недостатка тёплой одежды. Под Городнёй 13(25) октября 1812 года эскадрон полка конных гренадер, наряду с другими гвардейскими эскадронами, защитил Наполеона от нападения казаков.
В 1813 году произведён в дивизионные генералы. В Саксонской кампании командовал Вторым полком Почётной гвардии (кавалерийским). В 1814 году вернувшимися Бурбонами пожалован графским титулом в общем русле политики раздачи наград представителям наполеоновской элиты. В 1815 году, во время Ста дней, поддержал Наполеона, даже присутствовал на поле боя при Ватерлоо, но реального назначения не получил. 

### Последние годы
После поражения Наполеона Лепик ушёл в отставку (9 сентября 1815) и больше не возвращался на военную службу. Он умер в своём доме в Андреси 7 января 1827 года. Всю свою карьеру Лепик серьезно страдал от артрита, но служил с отличием, несмотря на это.

## Память
Имя генерала Лепика выбито на восточной стене парижской Триумфальной Арки. Его именем также названа улица в Париже.
Действия Лепика при Эйлау нашли своё отражение на полотнах нескольких художников-баталистов — Ж.-Б. Э. Детайля, Франсуа Шоммера и других.

## Воинские звания
- Драгун (17 мая 1781 года);
- Сержант (12 февраля 1792 года);
- Капитан (1 октября 1792 года);
- Подполковник (28 октября 1792 года);
- Полковник (26 марта 1799 года, утверждён в чине 23 апреля 1799 года);
- Майор гвардии (21 марта 1805 года);
- Майор-полковник гвардии (18 декабря 1805 года);
- Бригадный генерал (13 февраля 1807 года);
- Дивизионный генерал (9 февраля 1813 года).

## Титулы
- Барон Империи (фр. baron Lepic et de l'Empire; декрет от 19 марта 1808 года, патент подтверждён 3 мая 1809 года)[5];
- Граф Империи  (17 января 1815 года).

## Награды
Легионер ордена Почётного легиона (11 декабря 1803 года)
 Офицер ордена Почётного легиона (14 июня 1804 года)
 Коммандан ордена Почётного легиона (26 июня 1809 года)
 Кавалер военного ордена Святого Людовика (1814 год)